# Словаци у Србији
Словаци у Србији (слч. Slováci v Srbsku) су званично призната национална мањина у Републици Србији, чија национална права у домену културе, образовања, информисања, као и службене употребе језика и писма представља Национални савет словачке националне мањине, са седиштем у Новом Саду.
Највећи број Словака живи у аутономној покрајини Војводини. Према попису из 2011. године, у Србији живи 52.750 Словака што представља 0,7% од укупне популације Србије. Према попису становништва из 2022. у Србији живи 41.730 Словака.

## Историја
Словаци су се населили у Војводину у осамнаестом и деветнаестом веку са територије данашње Словачке. Први досељеници из области око Татре доселили су се у Бачку за време владавине Карла VI. Око 1720. године населили су се у Бајши, око 1740. у Бачком Петровцу и Футогу, а за време Марије Терезије 1742. године у Бездану. Неки су касније прешли у Срем. Око 120 породица се 1760. населило у Селенчи, али су се касније неки од њих преселили у Стару Пазову.
Крајем осамнаестог века насељавају се Кисачу, Вепровцу, Гложан, Бачкој Тополи, Бајши, Пивницама, Банатској Паланци, Новом Сланкамену, Бачкој Паланци, Арадацу, Ечки, и у Лалићу. Почетком деветнаестог века долазе у Ковачицу, Падину, Хајдучицу, Чоку, Шупљају, Банатски Двор и Јаношик. У другој половини деветнаестог века насељавају се у Војловицу, Иваново и Бело Блато.
Након стварања Краљевине СХС (1918), Словаци су се нашли у веома специфичном положају. Иако су државне власти имале благонаклон однос према словенским мањинама, политика према домаћим Словацима је била условљена савезништвом са новоствореном Чехословачком, која је у то време спроводила интегралистички пројекат стварања јединствене "чехословачке" нације, што је у многим словачким круговима доживљавано као негирање националне посебности словачког народа.
Пошто је Чехословачка била блиска савезница, државне власти Краљевине СХС су одлучиле да политику савезничке државе подрже и примене већ приликом првог пописа становништва који је спроведен 1921. године. Том приликом, говорници два сродна, али неспорно различита језика, чешког и словачког, сврстани у заједничку категорију за потпуно фиктивни "чехословачки" језик, који је као такав постојао само у интегралистичким (антисловачким) плановима државних власти у Прагу.
Четрнаеста војвођанска ударна бригада НОВЈ формирана је 11. новембра 1944. године у Бачком Петровцу од припадника словачке националности из Новосадског и Бачкопаланачког НОП одреда и других војвођанских јединица, због чега је носила и име Прва словачка бригада. Ушла је у састав 51. војвођанске дивизије НОВЈ. Имала је 3 батаљона са 1,800 бораца; у другој половини новембра био је формиран и 4. батаљон кад је имала 2,500 бораца.
Уставом Србије од 9. априла 1963. године, словачки народ је признат као један од седам поименично поменутих мањинских народа у Србији (чл. 82), а то решење је потом унето и у нови Статут Војводине, који је био донет исте године (чл. 32-37). Уставним законом Војводине, који је усвојен 21. фебруара 1969. године, словачки језик је признат као један од пет службених језика на подручју покрајине (чл. 67), а иста одредба је потврђена и у свим каснијим највишим актима Војводине (1974, 1991, 2009), укључујући и садашњи Статут Војводине из 2014. године. Словаке на простору Републике Србије, карактеришу различите форме самоидентификације, односно вишеслојност њихових колективних идентитета.
Прилог о „зускама“ из Старе Пазове, под називом: „Зуске, вредне жене у великим градовима“, је емитован 24. јула. 2020, у Јутарњем програму РТВ Војводине. Одмах након емитовања овог прилога јавност је, путем друштвених мрежа, оштро реаговала. Поводом поменутог телевизијског прилога, огласио се и Национални савет словачке националне мањине. Он је у свом саопштењу за јавност критиковао прилог „Зуске, вредне жене у великим градовима“. У саопштењу је изнет став да новинари, аутори прилога, нису поштовали законске прописе и професионалне новинарске стандарде превасходно с родног и етничког аспекта. Тиме је путем ЈМУ Радио-телевизија Војводине презентован опасан стереотип о Словакињама, односно спајања тема које апсолутно немају везе једна са другом (национална припадност и посао кућне помоћнице). Због наведених реаговања, РТВ Војводина је убрзо уклонила наведени прилог са своје интернет презентације. Недуго након емитовања поменутог прилога, у Јутарњем програму РТВ Војводине, и негативне реакције јавности, група ентузијаста формирала је Удружење грађана „Словакиње нису ’зуске’, ни кућне помоћнице, ни ’тотице’, ни ’скотице’“.

## Култура

### Матица словачка у Бачком Петровцу
Зграда Матице словачке у Бачком Петровцу некад звана и Матица словачка у Југославији (слов. Matica slovenská v Srbsku или Matica slovenská v Juhoslávii) је политичка зграда у Бачком Петровцу, у улици Маршала Тита.
Матица словачка је основана 18. маја. 1932. године услед жеље за очувањем националног идентитета југословенских Словака. У време оснивања Матица она је бројила 360 редовних чланова. Први председник је био изабран др. Јан Булик. Матица је 1948. године добила сагласност од АПВ-а, за отварање етнографског музеја, који је отворен у 1949. Матица словачка данас ради као активно средиште за очување словачког идентитета и друштвеног положаја Словака, а највише за очување петровачке културе, словачког језика, уметности и др.

### Словачке народне свечаности у Бачком Петровцу
Прве Словачке народне свечаности у Бачком Петровцу су биле 28. августа 1919. После укидања Матице словачке у Југославији наставило се са организацијом свечаности до године 1953. године. Словачке народне свечаности су били поново обновљене после обновљења Матице словачке 1990. године.
Сваке године у августу се у Бачком Петровцу састају Словаци из целе Војводине, но ова манифестација премашује границе Војводине и посећују их и Словаци из околних држава и гости из Словачке.
Програм свечаности стварају културно- уметничке манифестације, програми и изложбе у галеријама, разни сусрети и заседања удружења не само локалног већ и вишег степена. Затим су ту многе спортске манифестације које дају одушка приликом посматрања фудбала или тениских сусрета.

### Галерија Зуске Медвеђове
Галерија Зузке Медвеђове у Бачком Петровцу представља установу у оквиру Дома Културе Бачки Петровац која чува дела Зуске Медвеђова прве академске сликарке војвођанских Словака и има велики утицај на ликовни живот Бачког Петровца и уопште словачке националне мањине у Војводини. Галерија је основана 1980. године.
У првих десет година Галерија Зуске Медвеђове је у просторима које је за потребе ов галадије прилагодио архитекта Владимир Фекете остварила 40 изложби. У њој своје ликовне радове презентирају академски сликари, графичари и вајари, ликовни уметници и аматери, најивни сликари и алтернативни уметници. Осим тога Галерија Зуске Медвеђове је уприличила четири експозиције дела Зуске Медвеђове као и многе изложбе и мимо Бачког Петровца у околним градовима осим у општини Бачки Петровац.

### Словачко војвођанско позориште
Словачко војвођанско позориште (СВП) (слч. Slovenské vojvodinské divadlo - SVD) је настало као институција војвођанских Словака, којој је циљ да развија позоришну културу на професионалном нивоу. СВП је основано одлуком Извршног већа АП Војводине.
Оснивачко право је накнадно преузела на себе Скупштина Општине Бачки Петровац одлуком од 14. априла. 2003. године Репертоар креира Уметнички савет СВП. На челу позоришта је директор, који је уједно и менаџер позоришта.

## Религија
За разлику од Словака који живе у Словачкој и који су католици, Словаци у Србији су углавном протестанти.

### Евангеличка црква у Старој Пазови
Евангеличка црква у Старој Пазови је подигнута 1771. године и као непокретно културно добро проглашена је за споменик културе од великог значаја.
Зграда словачке евангеличке цркве је једноставне и складне архитектонске целине као једнобродна грађевина са барокним звоником на северној страни. Време подизања у 18. веку је одредило избор пластичне декорације фасаде које је карактеристично за то време.
Са обновом крајем 19. века, у циљу декорисања ентеријера за цркву су купљене три иконе рађене у техници уља на платну: Распеће (на главном олтару), Крштење (изнад крстионице) и Удовичина лепта.

### Евангеличка црква у Бачком Петровцу
Евангеличка црква у Бачком Петровцу или Петровачка катедрала (слч. "Evanielický kostol v Báčskom Petrovci" или "Petrovská katedrála") је катедрала у Бачком Петровцу у центру града. Ова црква је највећа евангеличка црква на Балкану.
Први Словаци су се у Петровац доселили у 1745. години, под вођством Матеа Чањија. Након доласка, нису имали никаква своја права, и 35 година нису имали никакву цркву него су морали слушати службе по римокатоличком обреду у Футогу. Тек у 1783. години, саграђена црква а први свештеник је био Ондреј Стехло ({{Ondrej Sztehlo}}), његов наследник је постао његов син Јан, у 1818. Он је одлучио проширити цркву, због њене слабе функционалности. Петровчани су за изградњу ове цркве позвали у 1821. години, браћу Јана и Јакуба Схамуса, из једног из Апатина а другог из Врбаса, да почну радови, који су били завршени у 1823. Јурај Мрва је цркву преузео 1868, када је објавио да је храм изграђен у новом архитектонском стилу и да је дугачак 25 m а широк 9 и грађена је у неоготском стилу а Карол Милослав Лехотски је олтар украсио сликом Последње вечере. Касније се катедрала више пута обнављала. Убраја се у културна добра од великог значаја.

### Евангеличка црква у Кулпину
Евангеличка црква у Кулпину налази се у центу насељеног места Кулпина
у улици Маршала Тита и изграђена је по плановима Алојза Цоцека архитекте из Новог Сада 1877. године у стилу неороманике у време свештеника Феликса Кутљика.
Пред револуционарним годинама 1846. купила је црква од Радивоја Стратимировића за 12000 златника један од четири дворца Стратичировића са земљиштем са мишљу да се изгради црква. Ово је онемогућио Урош Стратимировић који је насилно отео овај иметак и вратио га тек после 25- годишње судске расправе. Словак Вилем - Паулињи Тот је 1869. добио већину гласова за угарски парламент и после тога је ту играђена нова школа и црква. Године 1875, је са архитектом из Новог Сада Алојзом Цоцеком склопљен уговор о изградњи цркве према његовим плановима. На изградњи цркве је као тесарски мајстор учествовао и отац Михал Милан Харминца архитекте из Кулпина. Премаовом уговору црква је требало да се заврши за 3 године И да архитекта да сав материјал и пројекте. Према записима у Хроници Феликса Кутљика I црква је завршена крајем 1877. године а следеће године је завршена и унутрашњост зграде. Зграда је у неороманском стилу, широка је 15 m а дугачка 31 m. Зграда је једнобродна базилика са торњем са једне стране и апсидом која је оријентисана на западну страну. Црква има двомануелне оргуље на којима је скулптура краља Давида.

### Евангеличка црква у Новом Саду
Евангеличка црква у Новом Саду се налазу на углу улица Масарикове и Јована Суботића. Прве породице словачко-евангеличке вероисповести досељене су у Нови Сад почетком 19. века. Словаке као вредне раднике доводиле су са собом мађарске породице које су их упошљавале на разним служавским пословима (слуге у кући, најамници, коњушари).
Будући да се радило о сиромашној заједници, Словаци су дуго вршили припреме око изградње свог храма. Верници су коначно сакупили довољно новца и упутили молбу Магистрату који издаје дозволу за градњу одређујући локацију за цркву на ондашњој Сењској пијаци. По пројекту Јозефа Цоцека градња цркве је завршена 1886. године. Црква је складних димензија, једнобродна са барокним торњем и троугаоним фронтоном на главној фасади што објекту даје стилске карактеристике прелазног доба барока у класицизам.

## Медији
ТВ Петровец (слч. TV Petrovec) je војвођанска телевизија, која програм емитује од 16. новембра 1997. године и главно средиште телевизије је у Бачком Петровцу.
Телевизија емитује програм за регион са словачком националном мањином дневно од 18:45 до 23 сата. Емитовање је усредсређено на ширење словачког језика и културе месног становништва, нуди информациони и образовни програм. Посебно је оријентисана на пољопривредне и привредне теме.
Национални савет словачке националне мањине основао је Новинско-издавачку установу „Хлас Људу”. Ова установа осим недељника „Хлас Људу” израђује и часопис за омладину „Взлет”. У издавачку делатност ове организације спада и штампање књижевних дела којима се доприноси културном, образовном, научном и духовном развоју Словака у Србији и очувању ниховог националног идентитета.

## Словачки језик у Србији

### Основна подела дијалеката и наречја словачког језика
- Централно/Средњословачки дијалекти у јужним деловима имају неколико заједничких знакова и речи с јужнословенским језицима 
  - Источнословачки дијалекти
    - Западнословачки дијалекти најближи чешком језику 
      - Панонско/Равничарскословачки дијалекти

### Основна подела словачког језика у (АП Војводини), Републици Србији
- - Говорни свакодневни словачки језик са доста словачких архаичних и српских речи **
  - Књижевни (Књиге, школе, библиотеке, галерије, музеји,...) **
  - Уставни (документи, заводи, институције, установе, музеји, називи улица, јавних фирми и предузећа)**
  - Медијски (Телевизије, Радио, Новине, Часописи)**

Док готова сва насеља места где живе Словаци у (АП Војводини), Републици Србији имају своје специфичне, јединствене, изузетне и лепе различите дијалекте и наречја као основни и комуникациони језички систем у медијима, уставу и књижевности користи се граматички књижевни словачки језик.

## Демографија

### Становништво по општинама
Списак општина и градова у Србији у којима има више од 500 Словака.
| Општина                | Становништво попис 2011 | Словаци | Удео   |
| ---------------------- | ----------------------- | ------- | ------ |
| Општина Ковачица       | 25.274                  | 10.557  | 41,85% |
| Општина Бачки Петровац | 13.418                  | 8.772   | 65,37% |
| Град Нови Сад          | 341.625                 | 6.393   | 1,87%  |
| Општина Стара Пазова   | 65.792                  | 5.212   | 7,92%  |
| Општина Бачка Паланка  | 55.528                  | 5.047   | 9,09%  |
| Општина Бач            | 14.405                  | 2.845   | 19,75% |
| Општина Шид            | 34.188                  | 2.136   | 6,25%  |
| Град Београд           | 1.659.440               | 2.104   | 0,13%  |
| Град Зрењанин          | 123.362                 | 2.062   | 1,67%  |
| Град Панчево           | 123.414                 | 1.411   | 1,14%  |
| Општина Алибунар       | 20.151                  | 965     | 4,79%  |
| Општина Оџаци          | 30.154                  | 835     | 2,77%  |
| Општина Беочин         | 15.726                  | 830     | 5,27%  |
| Општина Пландиште      | 11.336                  | 616     | 5,42%  |

### Становништво по насељеним местима
Списак места у Србији у којима има више од 300 Словака.
| Место          | Општина                | Становништво попис 2002 | Словаци | Удео   |
| -------------- | ---------------------- | ----------------------- | ------- | ------ |
| Стара Пазова   | Општина Стара Пазова   | 18.645                  | 5.848   | 31,36% |
| Ковачица       | Општина Ковачица       | 6.764                   | 5.697   | 84,22% |
| Падина         | Општина Ковачица       | 6.760                   | 5.575   | 82,47% |
| Бачки Петровац | Општина Бачки Петровац | 6.727                   | 5.549   | 82,48% |
| Кисач          | Град Нови Сад          | 5.091                   | 4.505   | 82,34% |
| Селенча        | Општина Бач            | 3.279                   | 2.990   | 91,18% |
| Пивнице        | Општина Бачка Паланка  | 3.835                   | 2.935   | 76,53% |
| Кулпин         | Општина Бачки Петровац | 2.976                   | 2.116   | 71,10% |
| Гложан         | Општина Бачки Петровац | 2.283                   | 1.985   | 86,94% |
| Нови Сад       | Град Нови Сад          | 191.405                 | 1.673   | 0,87%  |
| Панчево        | Град Панчево           | 77.087                  | 1.407   | 1,82%  |
| Арадац         | Град Зрењанин          | 3.461                   | 1.376   | 39,75% |
| Бачка Паланка  | Општина Бачка Паланка  | 29.449                  | 1.194   | 4,05%  |
| Јаношик        | Општина Алибунар       | 1.171                   | 1.073   | 91,63% |
| Бољевци        | Град Београд           | 4.056                   | 1.132   | 27,90% |
| Силбаш         | Општина Бачка Паланка  | 2.456                   | 1.018   | 35,73% |
| Шид            | Општина Шид            | 16.311                  | 899     | 5,51%  |
| Ердевик        | Општина Шид            | 3316                    | 846     | 25,51% |
| Лалић          | Општина Оџаци          | 1.343                   | 796     | 48,35% |
| Луг            | Општина Беочин         | 801                     | 772     | 96,37% |
| Бело Блато     | Град Зрењанин          | 1.477                   | 583     | 39,47% |
| Бегеч          | Град Нови Сад          | 3.355                   | 465     | 14,56% |
| Челарево       | Општина Бачка Паланка  | 5.423                   | 462     | 8,51%  |
| Зрењанин       | Град Зрењанин          | 76.511                  | 329     | 0,43%  |
| Бингула        | Општина Шид            | 906                     | 306     | 33,77% |
| Хајдучица      | Општина Пландиште      | 1.375                   | 579     | 42,10% |
| Љуба           | Општина Шид            | 559                     | 301     | 53,84% |

Остала места где Словаци чине већину, испод 300 становника
| Место                   | Општина        | Становништво попис 2002 | Словаци | Удео   |
| ----------------------- | -------------- | ----------------------- | ------- | ------ |
| Сланкаменачки Виногради | Општина Инђија | 253                     | 199     | 74,81% |

## Знамените личности
- Зузана Халупова, сликарка наивне уметности
- Мартин Јонаш, сликар наивне уметности
- Михал Бабинка, књижевник
- Мирослав Бенка, сненариста, редитељ, глумац, дизајнер, универзитетски педагог
- Мира Бртка, академска сликарка, скулпторка, модна креаторка, филмска радница
- Јан Булик, адвокат
- Михал Кираљ, сликар
- Јозеф Клаћик, сликар, вајар, графичар
- Феликс Кутљик I, писац
- Феликс Кутљик III, пиблициста и привредни радник
- Кирил Кутлик, сликар
- Карол Милослав Лехотски, сликар
- Карол Милослав Лехотски, писац
- Зуска Медвеђова, сликар
- Јарослав Супек, сликар
- Иван Крижан, сликар
- Михал Милан Харминц, архитекта
- Михал Хасик, сликар
- Штефан Хомола, евангелистички капелан
- Владимир Хурбан Владимиров, књижевник, драмски писац и либретиста
- Властислав Цеснак, сликар
- Павел Цеснак, јавни радник
- Јан Чајак, књижевник
- Павел Чањи, графичар и сликар
- Јанко Чмелик, учесник народноослободилачке борбе, народни херој Југославије
- Ана Томанова Маканова, политичарка
- Павел Марчок, политичар
- Карло Пацек, лекар
- Дејан Мелег, фудбалер
- Доминик Динга, фудбалер
- Пава Слука, глумица
- Влајко Људевић Слука, глумац, познат као Миодраг Бековић